# Гюржи-ла-Виль
Гюржи́-ла-Виль (фр. Gurgy-la-Ville) — коммуна во Франции, находится в регионе Бургундия. Департамент коммуны — Кот-д’Ор. Входит в состав кантона Ресе-сюр-Урс. Округ коммуны — Монбар.
Код INSEE коммуны — 21312.

## Население
Население коммуны на 2010 год составляло 39 человек.
| 1962 | 1968 | 1975 | 1982 | 1990 | 1999 | 2010 |
| ---- | ---- | ---- | ---- | ---- | ---- | ---- |
| 63   | 77   | 59   | 54   | 45   | 46   | 39   |

## Экономика
В 2010 году среди 22 человек трудоспособного возраста (15—64 лет) 14 были экономически активными, 8 — неактивными (показатель активности — 63,6 %, в 1999 году было 71,0 %). Из 14 активных жителей работали 14 человек (6 мужчин и 8 женщин), безработных не было. Среди 8 неактивных 0 человек были учениками или студентами, 8 — пенсионерами, 0 были неактивными по другим причинам.